# Canada aux Jeux olympiques d'été de 1956
L'équipe olympique du Canada participe aux Jeux olympiques d'été de 1956 à Melbourne. Elle y remporte six médailles : deux en or, une en argent et trois en bronze, se situant à la quinzième place des nations au tableau des médailles. L'athlète Robert Steckle est le porte-drapeau d'une délégation canadienne comptant 92 sportifs.